# Юрашова
Юрашова (пол. Juraszowa) — село в Польщі, у гміні Подегродзе Новосондецького повіту Малопольського воєводства.
Населення — 269 осіб (2011).
У 1975-1998 роках село належало до Новосондецького воєводства.

## Демографія
Демографічна структура станом на 31 березня 2011 року:
|          | Загалом | Допрацездатний вік | Працездатний вік | Постпрацездатний вік |
| -------- | ------- | ------------------ | ---------------- | -------------------- |
| Чоловіки | 136     | 36                 | 93               | 7                    |
| Жінки    | 133     | 34                 | 79               | 20                   |
| Разом    | 269     | 70                 | 172              | 27                   |